# باتريك ايسبوسيتو دي نابولي
باتريك ايسبوسيتو دي نابولي (بالفرنسية: Patrick Esposito Di Napoli) هو مغني فرنسي، ولد في 18 يناير 1964 في أربونة في فرنسا، وتوفي في 13 نوفمبر 1994 في مونتريال في كندا.